# Филм на ужасите
Филм на ужасите (на английски: horror film, horror movie) е филмов художествен жанр.
Филмите на ужасите са създадени да предизвикват страх, уплах, ужас и отвращение у зрителя. В този вид жанр заговори, зли сили, събития и характери, понякога от свръхестествено естество навлизат в света на ежедневието. Героите на филма на ужасите включват вампири, зомбита, чудовища, серийни убийци и други от вида страхо-вдъхващи герои. Най-ранните филми на ужасите често черпили вдъхновение от класическата литература, като например Граф Дракула, Франкенщайн, Мумията, Човекът-вълк, Фантомът на операта и Странният случай с доктор Джекил и мистър Хайд.
Филмите на ужасите винаги са били критикувани заради изобразената жестокост и отхвърлени от филмовите критици като ниско-бюджетни и второразредни. Независимо от това, някои от основните студия и уважавани директори са правили известни набези в този жанр, и в последно време критиците обръщат своето внимание, и към него. Някои филми на ужасите се доближават до други жанрове като например научната фантастика, фентъзи, черната комедия и трилъра.

## Поджанрове
Филмите на ужасите могат да се категоризират в следните поджанрове, всеки филм може да обхваща няколко от тях:
- Екшънов ужас– смесен поджанр, комбиниращ зла сила, събитие или личност от филмите на ужасите с престрелки и гонки от екшън филмите. Темите и елементите, които преобладават в този тип филми, са кръв, демони, зли животни, вампири и най-вече зомбита. Примери: Пришълците, Хищникът, Хензел и Гретел: Ловци на вещици, Свещеник.
- хорър комедия – съчетава елементи на комедия и ужаси. Жанрът почти винаги преминава през черната комедия. Примери: Страстите на Дженифър, Зъб, Плужекът.
- Биологичен ужас – акцентира върху графично унищожаване или деградация на тялото. В някои филми се залага на неестествени движения или на разместени крайници, за да се получи ефекта чудовище. Примери: Нещото, Мухата.
- Драматичен ужас – филми, които акцентират върху застрашени персонажи с реалистични емоционални борби, често с участието на ненормално функциониращи семейни отношения в обстановка на ужас. Примери: Покани ме да вляза, Антихрист, Прослушване.
- Психологически ужас – разчита на страховете на героите, вина, вярвания, зловещи звукови ефекти, емоционална нестабилност и, на моменти на свръхестественост и призраци, за създаването на напрежение и страх. Примери: Бебето на Розмари, Сиянието.
- Научнофантастичен ужас – често се отнася до теми, които включват, но не се ограничават само до убиване на извънземни, луди учени и/или експерименти излезли от контрол. Примери: Петното, Заразно зло, Аполо 18, Пришълецът.
- Посичане – отнася се за сериен убиец, който систематично убива с насилствени средства, обикновено с остриета. Примери: Тексаско клане, Хелоуин, Петък 13-и, Кошмари на Елм Стрийт, Писък.
- Кръвопролитие – наблягат на кръвта и насилието. Чрез специални ефекти, кръв и вътрешности се показва интересът към човешкото тяло и неговото осакатяване. Не кръвопролитни филми са с посичане, както и не всички са ужаси. Примери: Убийствен пъзел, Хостел.
- Свръхестествен ужас – включва демони, призраци. Често съчетават и религиозни елементи. Темите са отмъстителни духове, вещици, Сатаната и демонично обсебване. Примери: Гняв, Поличбата, Заклинателят, Паранормална активност, Проклятието Блеър, Истина или предизвикателство
- Готически ужас – съчетава готиката с ужаса. Понякога може да има любовна история, разгръщаща се в приказка на ужасите, обикновено напрегната. Някои от първите филми на ужасите са от този поджанр. Примери: Дракула, Слийпи Холоу, Другите, Носферату - симфония на ужаса, Пурпурният връх.
- Природен ужас – включва природни елементи под формата на мутирали животни, хищни насекоми, както и безвредни животни и растения, превръщащи се в кръвопийци. Понякога се припокриват с научната фантастика и приключенските филми. Примери: Пираня, Алигатор.
- Филм със зомбита – включват същества, които най-често са съживени трупове или безмозъчни човешки същества. От този жанр са произлезли „комедия със зомбита“ и „апокалипсис със зомбита“. Примери: Зората на мъртвите, 28 дни по-късно, Месия на злото.